# Blåryggig skogssångare
Blåryggig skogssångare (Setophaga caerulescens) är en fågel i familjen skogssångare inom ordningen tättingar.

## Utseeende
Blåryggig skogssångare är med en längd på 11–13 centimeter en medelstor skogssångare. Hanen är omisskännlig med svart strupe, blå ovansida, vit buk och en karakteristisk vit fläck vid handpennornas bas. Honan är mycket annorlunda, så pass att hon först beskrevs som en annan art. Dräkten är enhetligt och ostreckat olivfärgad med vitaktig undergump, mörk kind, tunt vitt ögonbrynsstreck och oftast även en likadan vit fläck på vingen som hanen har.

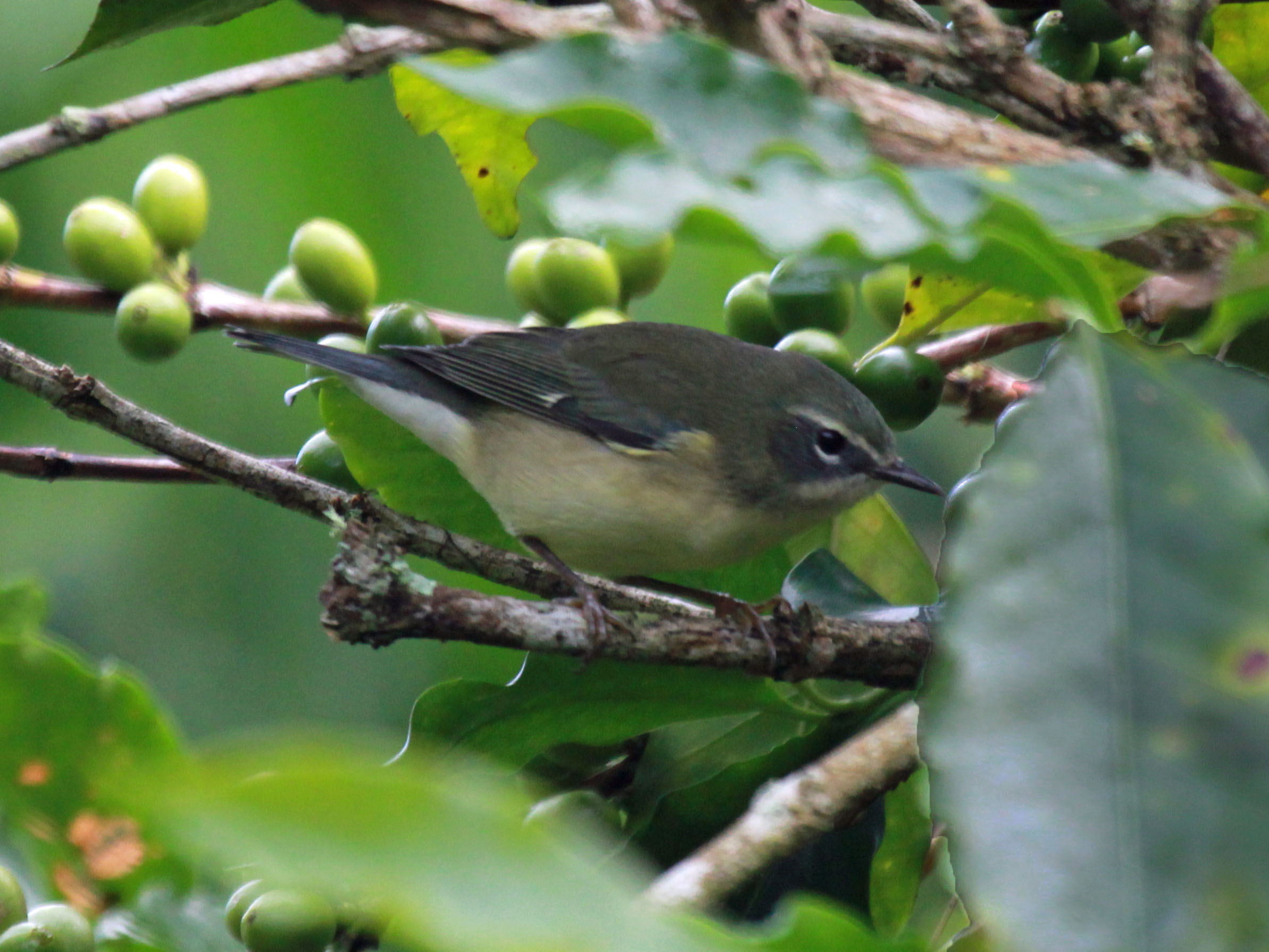
Hona.

## Läte
Hane blåryggig skogssångare sjunger en serie tre till sju elektriska toner, sista uppåtgående. Den beskrivs på engelska ofta som "I am so lazzzy" eller "please, please, please squeeeeze".

## Utbredning och systematik
Blåryggig skogssångare häckar i östra Nordamerika och övervintrar i Västindien. Den delas upp i två underarter med följande utbredning:
- Setophaga caerulescens caerulescens – häckar från sydöstra Kanada till nordöstra USA, övervintrar på Bahamas och Stora Antillerna
- Setophaga caerulescens cairnsi – häckar i östcentrala USA, övervintrar till Bahamas och Stora Antillerna

Arten är en mycket sällsynt gäst i Europa, endast påträffad vid två tillfällen på Island 1988 och 2003 samt vid ytterligare nio tillfällen i Azorerna.

### Släktestillhörighet
Tidigare placerades den tillsammans med ett stort antal andra arter i släktet Dendroica. DNA-studier visar dock att rödstjärtad skogssångare (Setophaga ruticilla) är en del av denna grupp. Eftersom Setophaga har prioritet före Dendroica inkluderas numera alla Dendroica-arter i Setophaga.

## Levnadssätt
Blåryggig skogssångare häckar i stora, sammanhängande löv- eller blandskogar med tät undervegetation bestående av  bredbladig kalmia, rhododendron och desmeknoppsväxten Viburnum lantanoides. I Appalacherna förekommer den på mellan 800 och 1600 meters höjd, längre norrut på lägre nivå. Efter häckning förflyttar sig familjer till buskiga ungskogar. Under flyttning ses den i olika typer av skogsområden, men även parker och trädgårdar och i övervintringsområdena i tät tropisk skog och skuggiga kaffeplantage. Där etablerar hanar och honor skilda revir på olika nivåer, honor högre upp i buskigare miljöer.
Honan bygger det skålformade boet mellan en och 1,5 meter ovan mark i en buske eller ett sly. Där lägger hon två till fem ägg som ruvas i tolv till 13 dagar. Ungarna blir flygga åtta till tio dagar efter kläckning. Arten lägger en till tre kullar per häckningssäsong.

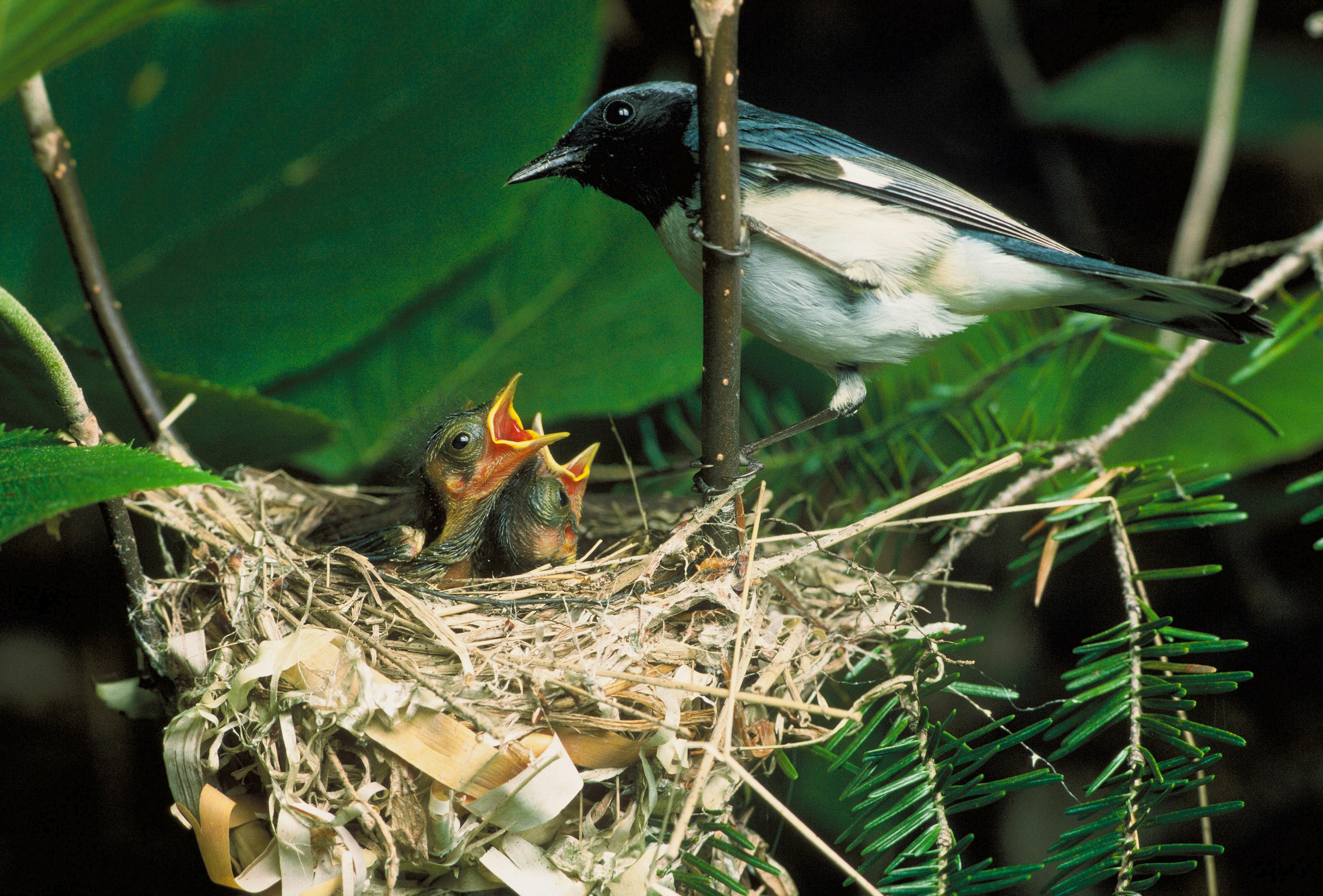
Hane blåryggig skogssångare vid bo med ungar.

Fågeln lever av spindlar, flugor och fjärilslarver som den söker i nedre delen av träden eller i undervegetationen. Vintertid intar den även frukt.

## Status och hot
Arten har ett stort utbredningsområde och en stor population, och tros öka i antal, mellan 1966 och 2014 med 163 % Utifrån dessa kriterier kategoriserar internationella naturvårdsunionen IUCN arten som livskraftig (LC). Världspopulationen uppskattas till 2,4 miljoner häckande individer.

## Namn
Arten har tidigare på svenska kallats blåryggad skogssångare.